# オーイわーいチチチ
『オーイわーいチチチ』は、1966年5月2日から同年9月26日まで日本テレビ系列局で放送されていたテレビドラマである。東宝と日本テレビの共同製作。カラー放送。ハウス食品工業（現・ハウス食品）の一社提供。全22話。放送時間は毎週月曜 19:00 - 19:30 （日本標準時）。

## あらすじ
動物園の園長を祖父に持つ前川一家は、全員動物の名前で呼びあっていた。だがこの一家は、祖父や両親よりも3人の子供たちが実権を握っていた…。この一家を巡って、毎回色々な事が起きる。子供たちが実権を握る、おかしな家族が織り成すホームドラマ。

## 出演者
- ライオン・チェンチェイ（祖父）：松村達雄
- アナグマ（パパ）：小泉博
- チンチラ（ママ）：中村玉緒
- チーター（長男）：吉田次昭
- バニー（長女）：石崎恵美子
- スカンク（末っ子）：斉藤信也
- 女学生（下宿人）：恵とも子
- 浪花千栄子
- ほか

## スタッフ
- 脚本：宮田達男、野末陳平、雪室俊一、西条道彦、津瀬宏、布勢博一
- 演出：間部耕苹、柴田宏二、田中康隆、水原位頴
- 製作：東宝、日本テレビ
- 主題歌：「おーいわーいチチチ」（歌：ジャニーズ）

## 放送日程
| 話数 | 放送日 （1966年） | サブタイトル               | 脚本     | 演出               | ゲスト             |
| ---- | ----------------- | -------------------------- | -------- | ------------------ | ------------------ |
| 1    | 5月2日            | わが家は動物園             | 宮田達男 | 間部耕苹           |                    |
| 2    | 5月9日            | 猿のこころ                 | 宮田達男 | 柴田宏二           |                    |
| 3    | 5月16日           | 人間も動物も               | 宮田達男 | 間部耕苹           |                    |
| 4    | 5月23日           | 夢をたべないで             | 西条道彦 | 田中康隆           | 舟橋元             |
| 5    | 5月30日           | 宿題やだなあモン           | 津瀬宏   | 柴田宏二           |                    |
| 6    | 6月6日            | 鼻毛はなぜのびる           | 布勢博一 | 田中康隆           |                    |
| 7    | 6月13日           | 時速60キロでとべ           | 西条道彦 | 田中康隆、柴田宏二 | 曽我廼家明蝶       |
| 8    | 6月20日           | 小ちゃなお城               | 西条道彦 | 田中康隆、柴田宏二 |                    |
| 9    | 6月27日           | ￥200000でも買えないもの   | 津瀬宏   | 柴田宏二           |                    |
| 10   | 7月4日            | 季節はずれの台風           | 野末陳平 | 水原位頴           |                    |
| 11   | 7月11日           | いいじゃない、オチョメさん | 雪室俊一 | 柴田宏二、田中康隆 |                    |
| 12   | 7月18日           | ちくしょう、泣くもんか     | 雪室俊一 | 柴田宏二、田中康隆 |                    |
| 13   | 7月25日           | よーし、ドンとこい         | 雪室俊一 | 柴田宏二、田中康隆 |                    |
| 14   | 8月1日            | ナムナムOX大明神           | 雪室俊一 | 柴田宏二、田中康隆 |                    |
| 15   | 8月8日            | 000作戦                    | 西条道彦 | 間部耕苹           | 牟田悌三           |
| 16   | 8月15日           | にげたペット               | 西条道彦 | 間部耕苹           | 南美江             |
| 17   | 8月22日           | にせものですけれど         | 津瀬宏   | 間部耕苹           | 晴乃チック・タック |
| 18   | 8月29日           | こんごーどうなってるの     | 津瀬宏   | 間部耕苹           |                    |
| 19   | 9月5日            | イエローハンド作戦         |          | 間部耕苹           |                    |
| 20   | 9月12日           | スーパーねえちゃん雲にのる | 西条道彦 |                    |                    |
| 21   | 9月19日           | 宇宙から来た友達           | 西条道彦 |                    | 小野栄一           |
| 22   | 9月26日           | 動物らしく生きようよ       | 津瀬宏   |                    |                    |

## 放送局
- 日本テレビ（制作局）：月曜 19:00 - 19:30
- 北日本放送：月曜 19:00 - 19:30[2]
- 福井放送：月曜 19:00 - 19:30[2]
- よみうりテレビ：月曜 19:00 - 19:30[3]
- 四国放送：月曜 19:00 - 19:30[3]
- 西日本放送：月曜 19:00 - 19:30[3]